# Parastremma sadina
Parastremma sadina är en fiskart som beskrevs av Eigenmann 1912. Parastremma sadina ingår i släktet Parastremma och familjen Characidae. Inga underarter finns listade i Catalogue of Life.